# Axl Rose
W. Axl Rose rodným jménem William Bruce Rose, Jr. (* 6. února 1962 Lafayette, Indiana) je americký hard rockový zpěvák, známý především jako spoluzakladatel hardrockové skupiny Guns N' Roses, jímž je společně s Duffem McKaganem a Slashem jedním z původních členů. Je neblaze proslulý svými spory s bývalými členy a odkládáním vydání alba Chinese Democracy.

## Mládí
Narodil se jako William Bruce Rose Jr. v Lafayette. Byl nejstarším dítěm Sharon Elizabeth, tehdy 16leté a stále studující na střední škole, a Williama Bruce Roseho, tehdy 20letého. Jeho otec byl popisován jako „problémový místní delikvent“ a těhotenství nebylo plánované. Jeho rodiče se rozešli, když mu byly přibližně dva roky, což přimělo jeho otce, aby ho unesl a údajně obtěžoval, než zmizel z jejich života. Jeho matka se znovu provdala za Stephena L. Baileyho a změnila jméno i svého syna na William Bruce Bailey. Má dva mladší sourozence, sestru Amy a nevlastního bratra Stuarta. Jako malé děti byli Rose i jeho sourozenci pravidelně biti. Až do věku 17 let Rose věřil, že Stephen Bailey byl jeho vlastní otec. S biologickým otcem se v dospělosti nikdy nesetkal. William Rose Sr. byl zavražděn v Marionu ve státě Illinois, v roce 1984 známým zločincem, který byl odsouzen, i když tělo jeho otce nebylo nikdy nalezeno. Axl Rose se o vraždě dozvěděl až po letech.
Domácnost Baileyů byla velmi zbožná, Rose a jeho rodina navštěvovali letniční bohoslužby, které byl povinen navštěvovat třikrát až osmkrát týdně a dokonce se učil v nedělní škole. Axl Rose později vzpomínal na tísnivou výchovu a uvedl: „Týden jsme měli televizi, pak ji můj nevlastní táta vyhodil, protože byla satanská. Nesměl jsem poslouchat hudbu. Ženy byly ďábelské. Všechno bylo ďábelské.“ Svého nevlastního otce obvinil z fyzického týrání jeho a jeho sourozenců a ze sexuálního zneužívání jeho sestry. V té době nacházel útěchu v hudbě. Od pěti let zpíval v kostelním sboru a se svým bratrem a sestrou vystupoval na bohoslužbách pod názvem Bailey Trio. Na střední škole byl členem školního sboru a také studoval hru na klavír. Nakonec založil skupinu se svými přáteli, jedním z nich byl Jeff Isbell, později známý jako Izzy Stradlin.
Ve věku 17 let, když procházel dokumenty v domě svých rodičů, se dozvěděl o existenci svého biologického otce a neoficiálně znovu přijal své rodné jméno. Sám se však označoval pouze jako W. Rose, protože se svým biologickým otcem nechtěl sdílet křestní jméno. Po odhalení svého původu se stal místním mladistvým delikventem, dokonce byl více než dvacetkrát zatčen na základě obvinění, jako je opilství či ublížení na zdraví. Poté, co mu obec Lafayette v prosinci roku 1982 pohrozila, že ho obviní jako místního zločince, se přestěhoval do Los Angeles. Po přestěhování do Los Angeles se začal na plno věnovat své skupině AXL. Jeho přátelé mu později navrhli, aby si říkal Axl Rose. Před podpisem smlouvy s Geffen Records v březnu 1986 si tedy legálně změnil jméno na W. Axl Rose.

## Založení Guns N' Roses
Na začátku 80. let představoval hudbu v Los Angeles hlavně punk a heavy metal. Axl Rose v té době vystřídal několik skupin, mezi nimi L.A. Guns či Hollywood Rose. Poté spolu s Robem Gardnerem, Tracii Gunsem, Duffem McKaganem a Izzy Stradlinem založil kapelu Guns N' Roses. Tracii Guns a Rob Gardner byli brzy nahrazeni Slashem a Stevenem Adlerem.
Axl Rose nejprve zpíval pouze barytonem, své typické vysoké tóny začal zpívat až na podnět Izzyho Stradlina, který ho slyšel ve sprše zpívat vysoko posazeným hlasem píseň „Hair of the Dog“ od skupiny Nazareth. Tento styl zpěvu se poté stal typickým znakem a do jisté míry značkou skupiny Guns N' Roses. Skupina si pronajala malý apartmán přezdívaný Hell House (pekelný dům), který se stal brlohem drog, sexu a rock n' rollu, zde skupinu objevila Vicky Hamilton a zorganizovala několik jejich koncertů.
V roce 1986 Guns N' Roses podepsali smlouvu s Geffen Records a v roce 1987 vydali své debutové album Appetite for Destruction. Album ihned úspěch nezaznamenalo, první úspěchy přišly až po vydání několika singlů jako „Welcome to the Jungle“, „Paradise City“ a „Sweet Child O' Mine“.

## Život na hraně

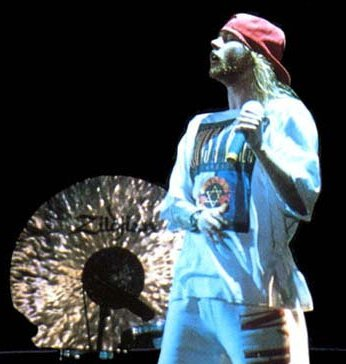
Axl Rose v Tel Avivu v květnu 1993

Od poloviny 80. do začátku 90. let Axl Rose udržoval bouřlivý vztah s Erin Everly, jejímž otcem je zpěvák Don Everly z legendární skupiny The Everly Brothers a dědečkem režisér Robert Stevenson. V roce 1990 se vzali, ale následující měsíc požádal Axl Rose o rozvod. Vztah byl sice znovu obnoven, když Erin otěhotněla, ale po spontánním potratu v říjnu 1990 se opět rozešli a jejich manželství bylo nakonec v roce 1991 rozvedeno. Ve stejném roce se zapletl s top modelkou Stephanií Seymourovou, která hrála v několika videoklipech Guns N' Roses. V únoru 1993 se Axl a Stephanie zasnoubili a o tři týdny později se rozešli z důvodu modelčiny nevěry.
Ačkoliv byl debut Guns N' Roses úspěšný, brzy se také neblaze proslavili svým divokým způsobem života a užíváním velkého množství drog. Jediný Axl Rose po úspěchu debutového alba užívání drog ukončil. Tvrdí, že patří k osobám, kteří necítí abstinenční příznaky a nechtěl být na drogách tak silně závislý jako Slash. Drogy byly také důvodem neshod ve skupině. Axl Rose nerad viděl Slashe a Stevena Adlera pod vlivem drog a jejich závislost na drogách byla později příčinou vyhazovu Stevena Adlera ze skupiny. Následovaly zrušené koncerty a začaly se šířit fámy o rozpadu skupiny. Axl Rose byl v souvislosti s vydáním alba G N' R Lies označován za rasistu, protože se v textu písně „One in a Million“ vyskytovalo slovo „niggers“ (tj. negři) a také za odpůrce gayů, protože se ve stejné písni vyskytovalo slovo „faggots“ (tj. buzeranti). Axl Rose tato obvinění popíral a na důkaz toho na MTV Video Music Awards vystoupil spolu s Eltonem Johnem při písni „November Rain“.
Po vydání úspěšných alb Use Your Illusion I a Use Your Illusion II se kapela vydala na světové turné, které poznamenalo několik incidentů. V červenci 1991 skočil Axl Rose z pódia při koncertě v St. Louis na fanouška, který si koncert nahrával na kameru. Skupina koncert ukončila a podnítila tak vznik výtržností, za které byl Axl Rose posléze zadržen. Soud nakonec rozhodl, že za výtržnosti nebyl zodpovědný a osvobodil ho. Další nepokoje vypukly v srpnu 1992 v Montrealu, kde Axl Rose na koncert přišel pozdě a po odehrání devíti písní odešel, údajně kvůli problémům s hlasem.
Často byl ve sporu s Kurtem Cobainem z Nirvany, oba se navzájem nenáviděli, v médiích se navzájem pomlouvali a uráželi. Na tento spor je dokonce reference ve videohře Grand Theft Auto: San Andreas, kde DJ rádia K-DST (klasický rock), namluvený právě Axlem Rosem, projevuje své antipatie vůči DJce Rádia X (grunge, alternativní rock), i když tato nemá s Cobainem moc společného, snad kromě právě hudebního stylu grunge. Do sporů se také dostal s Vincem Neilem ze skupiny Mötley Crüe. Spor údajně začal tím, že Izzy Stradlin napadl Neilovu ženu během MTV Music Awards, přičemž Axl Rose vyzval Vince Neila na souboj jednoho proti jednomu. Vince Neil určil místo a datum souboje, ale Axl Rose se nedostavil. Text písně „Shotgun Blues“ je údajně o Vince Neilovi.

## Axl Rose

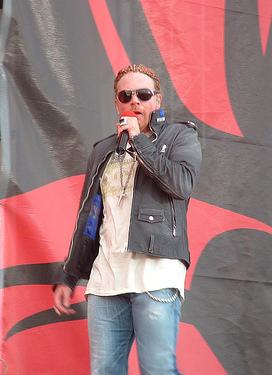
Axl Rose na festivalu Download v roce 2006.

V roce 1993 vydala skupina Guns N' Roses album The Spaghetti Incident?, ale ohlasy byly rozpačité a zařazení písně Charlese Mansona „Look At Your Game, Girl“ vyvolalo polemiku.
V roce 1994 vyhodil Axl Rose ze skupiny Gilbyho Clarka a místo něho do skupiny přišel Paul Tobias. Spolu se zbytkem skupiny Tobias nahrál cover verzi písně „Sympathy for the Devil“ od The Rolling Stones, když Tobias změnil Slashova sóla a přidal svoje vlastní sóla, nastaly spory mezi Slashem a Axl Rosem, které později skončily Slashovým odchodem ze skupiny. V roce 1998 opustili kapelu Duff McKagan a Matt Sorum a Axl Rose zůstal jediným členem z původní sestavy. Někteří fanoušci ho vinili z rozpadu skupiny.
Rozpačitý ohlas vyvolalo v roce 2004 vydané album Greatest Hits. Axl Rose se snažil neúspěšně zabránit jeho vydání soudní cestou. Písně, které na albu jsou, vybrala svévolně, bez konzultace s ním nebo se členy skupiny, společnost Geffen Records s tím, že už se jí nechce čekat na vydání Chinese Democracy. Rozpaky způsobilo zejména to, že ze 14 písní alba je 5 coververzí a naopak chyběly tradiční hity z debutového alba Apettite For Destruction nebo z alba Lies. Nakonec album zaznamenalo celosvětový úspěch a prodalo se ho 13 miliónů.

## Návrat Guns N' Roses
Po odchodu všech zakládajících členů získal Axl Rose práva na jméno Guns N' Roses, přičemž se ve skupině vystřídalo několik hudebníků. Na konci 90. let začalo nahrávání alba Chinese Democracy, které bylo vydané až koncem roku 2008 a stálo údajně už 13 milionů dolarů.
V roce 2001 vystoupili „noví Guns N' Roses“ v čele s Axlem Rosem v Las Vegas a Rio de Janeiro, kde hráli před 250 000 diváků na festivalu Rock In Rio III a poprvé představili některé písně z připravovaného alba. V srpnu 2002 odehráli několik koncertů a vystoupili i na MTV Video Music Awards, přičemž Ozzy Osbourne prohlásil, že to bylo jedno z nejlepších vystoupení v historii MTV.
Turné v roce 2002 bylo poznamenáno tím, že se na první koncert Axl Rose vůbec nedostavil a totéž se přihodilo při koncertě ve Filadelfii, což vedlo promotéra ke zrušení zbytku turné. Poté se skupina znovu odmlčela a na turné vyrazila až v roce 2006 do Evropy, jen první čtyři koncerty byly odehrány v New Yorku. Tentokrát skupina vystoupila i v pražské Sazka Aréně. K nejvážnějšímu incidentu došlo ve Švédsku, kde se Axl Rose popral s hotelovou ochrankou a musel zaplatit pokutu 6 tisíc dolarů, ale turné tímto incidentem nebylo narušeno.
Axl Rose slíbil, že Chinese Democracy vyjde na jaře 2007, ale nakonec vyšlo až v listopadu 2008, přičemž zaznamenalo komerční úspěch. Od předchozích desek se nejvíce liší hudebním stylem a pro mnoho skalních fanoušků tak Chinese Democracy není albem Guns N' Roses, ale pouze Axla Roseho. Album si přesto ponechalo typický syrový styl z 80. a 90. let 20. století a například píseň „This I Love“ je velmi podobná skladbě „November Rain“. Když album vyšlo, ztratilo šanci na titul „nejdražší nevydané album v historii“.
V roce 2009 ze skupiny odešel kytarista Robin Finck z Nine Inch Nails a nahradil ho DJ Ashba. Na přelomu let 2009/2010 skupina znovu vyrazila na celosvětové turné, které začalo v Asii a následně se přesunulo do Kanady, kde bylo velice kvalitně a úspěšně prezentováno nejnovější album Chinese Democracy. Vystoupení v Tokiu bylo označeno za nejlepší koncert. Skupina odehrála celé album Chinese Democracy a téměř celé album Appetite For Destruction z roku 1987. Koncert byl doplněn hity jako November Rain, Don't Cry, You Could Be Mine a další. Kvalitně odzpívaný byl i cover od AC/DC, Whole Lotta Rosie. Oficiální vydání záznamu koncertu se plánovalo v průběhu roku. V roce 2016 Axl Rose ve skupině AC/DC dokončil turné za Briana Jonsona, který měl zdravotní potíže související s jeho sluchem.